# Plusteken
Een plusteken is een symbool dat wordt gebruikt om een optelling of een positief getal aan te duiden. Het bestaat uit een korte horizontale en verticale lijn die elkaar in het midden snijden: +. Het woord 'plus' komt uit het Latijn en betekent 'meer'.

## Gebruik
Het plusteken wordt voornamelijk gebruikt om een optelling of een positief getal aan te duiden:
- In een optelling: 51 + 23 = 74 (spreek uit: "51 plus 23 is 74", minder juist: "51 en 23...", in het basisonderwijs ook wel: 51 erbij 23...)
- Voor een positief getal: +28 (spreek uit: "plus 28")

Ander gebruik van het plusteken:
- Bij telefoonnummers, om de internationale toegangscode aan te geven: +31
- Bij de naamgeving van enthybriden volgens de botanische nomenclatuur
- Bij de notatie van positief geladen ionen
- In plaats van het woordje 'en' (wordt afgekeurd, het teken & heeft de voorkeur)
- Na een getal als informele aanduiding voor minstens bij aantallen, leeftijden: 100+ puzzels, 18+

## Geschiedenis
Het plusteken is lang niet zo oud als de Arabische cijfers of de letters die tegenwoordig gebruikt worden. Het teken werd voor het eerst gebruikt aan het eind van de middeleeuwen. Aan het begin van de vijftiende eeuw werden in Europa in plaats van het plus- en minteken nog vaak de letters p en m gebruikt.
In een Duits manuscript uit 1456 wordt het Latijnse woord 'et' ('en') gebruikt in optellingen ("12 et 82") en daarbij is het woord zo geschreven dat het lijkt op ons huidige plusteken. Men gaat er dan ook in het algemeen van uit dat het plusteken - net als de ampersand - een ligatuur is van het Latijnse woord 'et'.
Het plusteken werd in eerste instantie alleen in geschreven vorm gebruikt, bijvoorbeeld op vaten om aan te geven dat ze vol waren. In 1489 werd het plusteken - samen met het minteken - voor het eerst in gedrukte vorm gebruikt in het boek Mercantile Arithmetic (of Behende und hüpsche Rechenung auff allen Kauffmanschafft) van Johannes Widmann. Hij gebruikte de tekens echter om overschotten en tekorten aan te duiden in bedrijfseconomische zin. Hij schreef over de betekenis van de tekens: "Was - ist / das ist minus ... vnd das + das ist mer".
Aan het begin van de zestiende eeuw werd het plusteken geleidelijk aan steeds meer gebruikt als symbool om een optelling aan te geven. Giel Van der Hoecke gebruikte het plusteken op die manier in Een sonderlinghe boeck in dye edel conste Arithmetica uit 1514, en Henricus Grammateus publiceerde in 1518 zijn boek Ayn new Kunstlich Buech waarin het plus- en minteken als tekens voor wiskundige bewerkingen werden gebruikt. Robert Recorde introduceerde de tekens in 1557 in Engeland met de publicatie van zijn boek The Whetstone of Witte; hij introduceerde tegelijkertijd overigens ook het =-teken. In zijn boek is te lezen: "There be other 2 signes in often use of which the first is made thus + and betokeneth more: the other is thus made - and betokeneth lesse" ("er zijn twee andere veelgebruikte tekens waarvan het eerste er zo uitziet + en meer betekent, en het andere zo - en minder betekent").